# Odontomyia coreana
Odontomyia coreana är en tvåvingeart som först beskrevs av Pleske 1928.  Odontomyia coreana ingår i släktet Odontomyia och familjen vapenflugor. Inga underarter finns listade i Catalogue of Life.